# Josh Paschal
Josh Paschal (Washington D. C., 17 de diciembre de 1999) apodado JP, es un jugador profesional estadounidense de fútbol americano, se desempeña en la posición de defensive end en Detroit Lions, en la National Football League (NFL).

## Carrera
Fue seleccionado en la Reunión Anual de Selección de Jugadores de la NFL de 2022. Hizo su debut profesional con el equipo Detroit Lions, lleva jugando dos temporadas.